# Cujo
Cujo – powieść Stephena Kinga z 1981 roku. Nagrodzona British Fantasy Award w 1982 roku.
W 1983 powieść została zekranizowana w filmie pod takim samym tytułem w reżyserii Lewisa Teague.
W Polsce ukazała się w 1994 roku nakładem wydawnictwa Prima w tłumaczeniu Jacka Manickiego. Przekład ten był wznawiany przez Prószyński i S-ka w latach 2001 i 2008, a także przez Wydawnictwo Albatros w latach 2014–2024.
W swej autobiograficznej książce z 2000 pt. Jak pisać. Pamiętnik rzemieślnika King wspomina, że słabo zapamiętał pisanie Cujo ze względu na nasilony problem alkoholowy w okresie tworzenia.

## Fabuła
Cujo jest imieniem psa rasy bernardyn. Mieszka wraz z rodziną Cambers na farmie niedaleko Castle Rock. Jest spokojnym i przyjaźnie nastawionym zwierzęciem. Wszystko zmienia się, gdy podczas pogoni za królikiem zostaje ukąszony przez nietoperza zarażonego wirusem wścieklizny. Zachorował, zaczął pogrążać się w szaleństwie i stał się bezlitosną maszyną do zabijania.

## Błędy
W polskim przekładzie zmieniono wiek Mary Kate Hendrasen. W oryginale chodziła do szkoły podstawowej, a w tłumaczeniu była już maturzystką.